# فريدرك بوكل
فريدرك بوكل (بالألمانية: Friedrich Pockels)‏ (1865 - 1913), والده الكابتن ثيودر بوكل وأمه آلان بيكر, ولد في فيتشنزا, وهو فيزيائي ألماني, حصل على شهادة الدكتوراه من جامعة غوتينغن سنة 1888. ومن سنة 1900 حتى 1913 أضحى أستاذا في الفيزياء النظرية في جامعة هايدلبرغ حيث كثف أبحاثة في دراسة الخواص الكهروضوئية للبلورة حتى اكتشف ظاهرة بوكل الخاصة بالانكسار المزدوج.